# 174ª Brigata SAP "Oreste Garati"
La 174ª Brigata SAP "Oreste Garati" era una brigata partigiana italiana delle Squadre di Azione Patriottica, costituita il 2 giugno 1944 come 174ª Brigata Garibaldi. Operò nel Lodigiano.

## Costituzione
Dopo l'8 settembre 1943 la direzione lodigiana del Partito Comunista Italiano, costituita da Pietro Ferrari, Celestino Trabattoni ed Edgardo Alboni, decise di organizzare un reparto armato di resistenza. Il primo nucleo si costituì a Cornegliano Laudense. L'armamento, costituito da due mitragliatori, quattro fucili tedeschi e alcune rivoltelle, venne tenuto nascosto sotto una catasta di legna.
Nell'ottobre dello stesso anno si costituì il Comitato di Liberazione cittadino, composto da Pietro Ferrari (PCI), Giuseppe Arcaini (DC), Ettore Archinti (PSI) e dall'industriale Aldo Simonini (PLI). Prima sede degli incontri fu il collegio San Francesco di Lodi, grazie all'ospitalità del padre barnabita Giulio Granata.

## Avvenimenti importanti
L'intensa attività di propaganda clandestina all'interno delle fabbriche produsse giorni di sciopero. In novembre scioperarono le operaie del Lanificio Varesi. Il 16 dicembre scioperarono nuovamente le operaie del Lanificio Varesi, insieme alle Officine Meccaniche Lodigiane al completo e le Officine Adda.
Il 7 gennaio 1944, in base agli accordi resi tra i Comitati sindacali clandestini, gli operai di sette delle più grosse fabbriche cittadine scioperarono, dando di fatto una grande prova di forza e coesione.
Il 2 giugno 1944 fu ufficialmente costituita la 174ª Brigata Garibaldi. Alboni venne elevato a grado di comandante, Celestino Trabattoni fu prescelto quale vicecomandante e Pietro Ferrari venne nominato commissario politico. Il Partito Comunista ordinò ai suoi militanti di mobilitarsi militarmente e di entrare nei ranghi della 174ª, che ben presto poté contare di un centinaio di uomini.
L'8 giugno, al termine di alcuni rastrellamenti, cinque antifascisti vennero deportati in Germania. Il gruppo partigiano comandato da Oreste Garati (nome di battaglia "Falco Rosso"), il 10 luglio, in pieno centro cittadino, colpì Paolo Baciocchi, squadrista della prima ora dalla grande influenza in città. Baciocchi morì cinque giorni più tardi.
La rappresaglia fascista non si fece attendere: il 26 luglio, dopo oltre un'ora di torture, il gruppo "Resega" giustiziò l'agricoltore della Cascina Cagnola e tre suoi contadini. Il 3 agosto il partigiano Walter Martani venne ucciso e gettato nell'Adda. Il 22 agosto i partigiani Garati (a cui venne intitolata la Brigata), Guarnieri (21 anni), Madè (19 anni), Sabbioni (17 anni) e Moretti (16 anni), dopo ore di torture, furono fucilati al Poligono di tiro; nello stesso luogo il 31 dicembre fu la volta di altri cinque.
Il 24 aprile 1945 la 174ª Brigata Garibaldi portò a compimento un'azione armata contro il Distretto Militare. La reazione fu violenta: il partigiano Luigi Peveri, detto "Nape", fu arrestato e fucilato. Il 26 aprile, al termine dell'insurrezione armata, il Comitato di Liberazione Nazionale cittadino prese ufficialmente possesso del governo della città, insediando una giunta comunale provvisoria. Tuttavia i combattimenti contro i tedeschi non si placarono: alla frazione Fontana, nel corso di uno scontro con un reparto tedesco in ritirata, caddero in combattimento tre garibaldini. Altri partigiani caddero nel corso di altri scontri all'interno della città. In serata, in località Gatta, una formazione tedesca in ritirata intercettò una volante partigiana in azione di polizia: 25 partigiani furono giustiziati. Il 27 aprile, in località Torre de' Dardanoni, caddero Rosolino Grignani e Domenico Scorbati, detto "Gino".